# Accelerated Evolution
Accelerated Evolution debitantski je studijski album kanadskog progresivnog metal sastava The Devin Townsend Band. Album je 31. ožujka 2003. godine objavila diskografska kuća HevyDevy Records. Ovaj album, koji je skladao i producirao sam Townsend, čini mješavina glazbenih stilova u rasponu od alternativnog i hard rocka do progresivnog metala. Townsend, glavni pjevač i gitarist, osnovao je grupu zajedno s vancouverskim glazbenicima kako bi nastupali zajedno s njime na albumu: sastav se, uz Townsenda, sastojao od gitarista Briana Waddella, bubnjara Ryana Van Poederooyena, basista Mikea Younga te klavijaturista Davea Younga. Ova postava, koja je činila The Devin Townsend Band, bila je prva Townsendova postava oformljena za izvedbu njegovog samostalnog glazbenog materijala te je bila osnovana s ciljem da bude polarna suprotnost Townsendovom ekstremnom metal projektu Strapping Young Lad.
Accelerated Evolution bio je skladan i snimljen u isto vrijeme kada i istoimeni album Strapping Young Lada, prilikom čega je Townsend podjednako raspodijelio svoju kreativnu energiju na oba projekta. Accelerated Evolution bio je sniman u Vancouveru, Britanskoj Kolumbiji, od rujna do studenog 2002. godine te je bio objavljen krajem ožujka 2003. godine pod licencijom Townsendove neovisne diskografske kuće HevyDevy Records. Kritičari su dobro prihvatili album zbog njegovog spoja žanrova i utjecaja, njegove glazbene pristupačnosti te masovnog rock stila produkcije.

## Pozadina
Tijekom skladanja i snimanja svojih prvih samostalnih albuma Infinity (iz 1998.) i Physicist (iz 2000.), Devin Townsend suočavao se s osobnim problemima koji su utjecali na njegovo umijeće skladanja glazbenog materijala. Ovi su problemi bili riješeni tijekom skladanja Terrie (iz 2001.), koju je Townsend opisao "vrlo ljekovitim albumom". Nakon Terrie Townsend je ponovno osjetio entuzijazam za skladanjem nove glazbe te je jednom prilikom izjavio: "Samo daj. Bit ću toliko jebeno osjetljiv ali i toliko žestok, ne bojeći se biti ni jedno ni drugo". Godine 2002., Townsend je započeo rad na svoja sljedeća dva albuma. Ponovno je oformio svoj ekstremni metal projekt Strapping Young Lad, koji se bio raspao 1998. godine, te je započeo skladati glazbu za novi album sastava pod imenom Strapping Young Lad (SYL).
U isto je vrijeme Townsend osnovao novi, stalni sastav koji je po važnosti "bio jednak Strappingu" kako bi snimao svoje samostalne uratke i promovirao ih na turnejama. The Devin Townsend Band sastojao se od gitarista Briana Waddella, bubnjara Ryana Van Poederooyena te braće Mikea i Davea Younga, poimence na bas-gitari i klavijaturama. Townsend je, kao i u Strapping Young Ladu, pjevao, svirao gitaru te izvršavao produkciju. Townsend je za sastav odabrao članove lokalnih skupina koji "nisu imali ista iskustva" i koji su mogli dati svježu perspektivu u pogledu "svih tih osjećaja" koji su bili prisutni na njegovom samostalnom materijalu. Izjavio je kako mu je bilo "osvježavajuće" svirati s ljudima koji su cijenili njegov samostalni materijal više od materijala Strapping Young Lada. Međutim, istaknuta je bila odsutnost bubnjara Genea Hoglana iz Strapping Young Lada koji je prije svirao na Townsendovim prethodnim trima samostalnim albumima.
Townsend je skladao i producirao prvi album sastava u isto vrijeme dok je radio na SYL-u, trošeći pola tjedna na jedan i drugu polovicu na drugi album. Inženjering i miksanje albuma izvršili su Townsend i Shaun Thingvold, koji je radio i na prethodnim Townsendovim i Strapping Young Ladovim albumima. Ovaj je album izvorno nosio radno ime Relationships, ali je bio preimenovan u Accelerated Evolution kao mig brzini sastavljanja novog sastava u manje od godine dana.

## Glazbeni stil
Accelerated Evolution bio je skladan kako bi bio "polarna suprotnost" SYL-u. Album spaja aspekte različitih žanrova, uključujući alternativnog rocka, hard rocka i progresivnog metala s elementima "žestine, atmosfere, humora i eksperimentiranja". Album je također bio opisan melodičnijim i više baziranim na rock glazbi od SYL-a ili Physicista, no ipak "više orijentiranim na pjesme" od Terrie, inspiriran glazbom Johna Lennona, Jimija Hendrixa i Rusha. Pjesme poput "Storm", "Suicide" i "Sunday Afternoon" bile su uspoređivane s Townsendovim albumom Infinity, no da su u usporedbi s tim albumom bile "manje mahnite i zrelije". Townsend je izjavio kako je skladao album na način da bi bio "komercijalno održiv", čineći svoj postojeći stil jezgovitijim i pristupačnijim ali bez pretjeranog odmaka pri kojem bi skladao "pop pjesme". Townsend se koristio čistim vokalima puno češće nego na svojim prethodnim albumima te je producirao i miksao album u svojoj jedinstvenoj tehnici "zvučnog zida", prilikom kojeg je spajao "slojeve i slojeve [zvuka] gitara, klavijatura i vokala".
Sve je pjesme napisao i skladao Devin Townsend, dok su za dodatni aranžman bili zaslužni Brian Waddell, Ryan Van Poederooyen, Dave Young i Mike Young.
Završetak pjesme "Traveller" preuzima glazbeni uzorak iz pjesme "Sister" s albuma Ocean Machine: Biomech. "Depth Charge" će kasnije biti referenciran u pjesmi "Decimator" na albumu The New Black Strapping Young Lada.

## Objava
Accelerated Evolution je u ožujku 2003. objavila Townsendova neovisna diskografska kuća HevyDevy Records. Album je u Kanadi objavio HevyDevy, u Japanu Sony, a u Europi i Sjevernoj Americi InsideOut. Naslovnicu albuma načinio je Travis Smith koji je također izradio naslovnice za albume Terria i SYL. InsideOut je također objavio i posebnu inačicu albuma koja je sadržavala EP od tri pjesme pod imenom Project EKO, Townsendovo prvo glazbeno izdanje u žanru elektroničke glazbe. Album se uspeo na 135. mjesto francuske ljestvice albuma te 249. mjesto na japanskoj ljestvici albuma.
Prije nego što je osnovao The Devin Townsend Band, Townsend je promovirao svoje samostalne albume uživo uz pratnju Strapping Young Lada; sastav bi prvo svirao niz pjesama Strapping Young Lada i onda niz pjesama Devina Townsenda. Nakon objave Accelerated Evolutiona, Townsend je otišao na turneju s The Devin Townsend Bandom, neko vrijeme odvojeno od Strapping Young Lada, a nekad zajedno s njim. Nakon dva koncerta u Vancouveru u srpnju 2003., The Devin Townsend Band je otišao na turneju po Kanadi zajedno sa Strapping Young Ladom i Zimmers Holeom u listopadu 2003. Nakon ovoga uslijedila je sjevernoamerička turneja s progresivnim metal sastavom Symphony X koja je trajala od studenog do prosinca 2003.

## Popis pjesama
Tekstovi i glazba: Devin Townsend. 
| 1.    | »Depth Charge«     | 6:04 |
| 2.    | »Storm«            | 4:39 |
| 3.    | »Random Analysis«  | 5:59 |
| 4.    | »Deadhead«         | 8:05 |
| 5.    | »Suicide«          | 6:45 |
| 6.    | »Traveller«        | 4:13 |
| 7.    | »Away«             | 7:49 |
| 8.    | »Sunday Afternoon« | 6:20 |
| 9.    | »Slow Me Down«     | 4:36 |
| 54:30 |                    |      |

| Bonus CD - Project EKO s digipak inačice | Bonus CD - Project EKO s digipak inačice | Bonus CD - Project EKO s digipak inačice | Bonus CD - Project EKO s digipak inačice | Bonus CD - Project EKO s digipak inačice | Bonus CD - Project EKO s digipak inačice | Bonus CD - Project EKO s digipak inačice | Bonus CD - Project EKO s digipak inačice | Bonus CD - Project EKO s digipak inačice | Bonus CD - Project EKO s digipak inačice |
| Br.                                      | Skladba                                  | Trajanje                                 |                                          |                                          |                                          |                                          |                                          |                                          |                                          |
| ---------------------------------------- | ---------------------------------------- | ---------------------------------------- | ---------------------------------------- | ---------------------------------------- | ---------------------------------------- | ---------------------------------------- | ---------------------------------------- | ---------------------------------------- | ---------------------------------------- |
| 1.                                       | »Locate«                                 | 6:58                                     |                                          |                                          |                                          |                                          |                                          |                                          |                                          |
| 2.                                       | »Echo«                                   | 5:28                                     |                                          |                                          |                                          |                                          |                                          |                                          |                                          |
| 3.                                       | »Assignable«                             | 5:22                                     |                                          |                                          |                                          |                                          |                                          |                                          |                                          |
| 17:48                                    |                                          |                                          |                                          |                                          |                                          |                                          |                                          |                                          |                                          |

## Recenzije
Accelerated Evolution je zadobio uglavnom pozitivne kritike. Mike G. iz Metal Maniacsa odabrao je Accelerated Evolution za "album godine", hvaleći ga zbog "teško izvedivog trika pri kojem je ekstreman a opet pristupačan, istovremeno žestok i rokajući a opet veličanstven i predivan." William Hughes iz Sputnikmusica nazvao ga je "nevjerojatnim", izjavljujući kako "sadrži elemente koji će se svidjeti obožavateljima svih različitih žanrova, od progresivnog do metala." Alex Henderson iz Allmusica nazvao je album "odličnim" te je pohvalio Townsendovu sposobnost spajanja žanrova i utjecaja: "Kanadski roker nudi dovoljno duboko naštimanih gitara kako bi se ovaj CD svrstao u kategoriju alt rocka. A ipak Accelerated Evolution nosi velik zvuk koji podsjeća na pop-metal, arena rock i hard rock iz 1970-ih i 1980-ih – velike melodije, velike harmonije, velike gitare, velike vokale, veliku produkciju." Chris Hawkins iz KNAC.com-a je izjavio da "kao i uvijek, ono što Devin postiže jest uzeti najzarazniji ritam, otisnuti svoj žig na njega i tako stvoriti nešto potpuno originalno". Xander Hoose iz webzina Chronicles of Chaos u pozitivnom je svijetlu usporedio album sa SYL-om, komentirajući kako je "prisutno više varijacije te da su pjesme pamtljivije i da se sastoje od više slojeva od njihovih jednodimenzionalnih suparnika na SYL-u". Hoose je dodao da "svima onima koji su mislili da je Terria otišla u previše krivom smjeru, Accelerated Evolution će vjerojatno doći kao olakšanje".

## Zasluge
| The Devin Townsend Band - Devin Townsend – vokali, gitara, ambijentalni zvukovi, produkcija, inženjer zvuka, miksanje - Ryan Van Poederooyen – bubnjevi - Mike Young – bas-gitara - Brian Waddell – gitara - Dave Young – klavijature | Ostalo osoblje - Shaun Thingvold – inženjer zvuka, miksanje - Göran Finnberg – mastering - Travis Smith – naslovnica |